# Alma (rzeka w Australii Zachodniej)
Alma – rzeka w Australii, w stanie Australia Zachodnia. Ma 32 km długości. Wypływa w pobliżu szczytu Two Peaks, uchodzi do rzeki Lyons. Została nazwana przez odkrywcę Francisa Thomasa Gregory'ego w 1858 roku, jednak pochodzenie nazwy nie jest obecnie znane.